# Wesley Vázquez

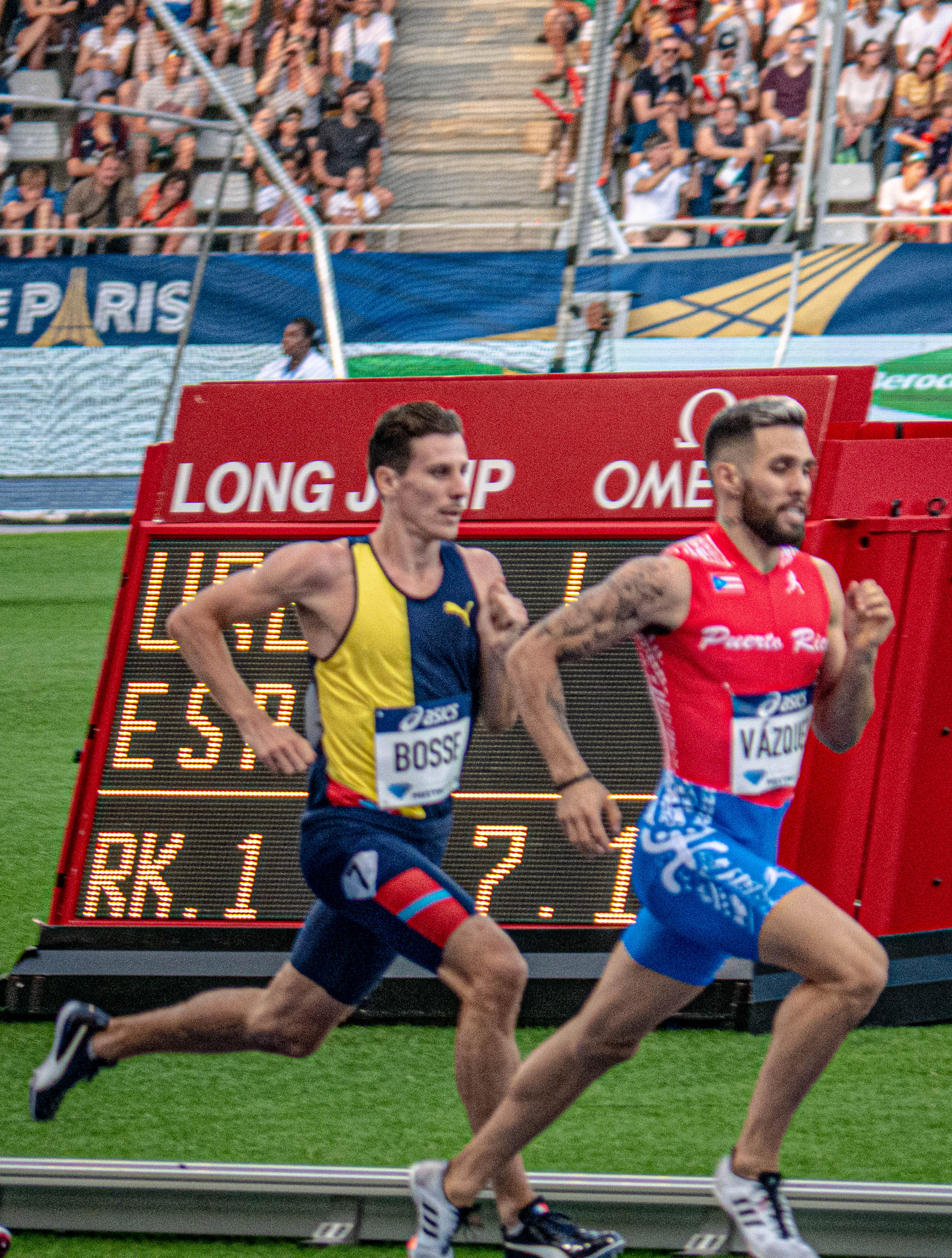
Wesley Vázquez (rechts) beim Meeting de Paris 2019

Wesley Vázquez (Wesley Joel Vázquez Vázquez; * 27. März 1994 in Bayamón) ist ein puerto-ricanischer Mittelstreckenläufer, der sich auf die 800-Meter-Distanz spezialisiert hat.
Bei den Olympischen Spielen 2012 in London und bei den Leichtathletik-Weltmeisterschaften 2013 in Moskau schied er im Vorlauf aus.
2014 wurde er Achter beim Leichtathletik-Continentalcup in Marrakesch und gewann Bronze bei den Zentralamerika- und Karibikspielen.

## Persönliche Bestzeiten
- 800 m: 1:43,83 min, 24. August 2019, Paris (puerto-ricanischer Rekord)
- 1000 m: 2:19,94 min, 14. Juli 2014, Linz